# Manuel Quimper
Manuel Quimper Benítez del Pino, né vers 1757 à Lima au Pérou et mort le 2 avril 1844 dans la même ville, est un explorateur, cartographe, officier de marine et administrateur colonial espagnol d'origine française par son père. 
Il a notamment participé à la cartographie du détroit de Juan de Fuca et des Îles Sandwich.